# Комета (хоккейный клуб)
«Комета» (чеш. Kometa) — чешский хоккейный клуб из города Брно. Выступает в чешской Экстралиге. Клуб был основан в 1953-м году. Своё нынешнее название получил в 1994-м году. В высшей лиге Чехии выступает с сезона 2009/10. Является самым титулованным клубом чешской Экстралиги и чемпионата Чехословакии, обладателем множества командных и личных рекордов лиги. Вслед за ЦСКА вторым (самым) титулованным клубом Европы. Домашняя арена клуба — DRFG Арена, вместимостью 7700 зрителей.

## История
Хоккейный клуб в городе Брно был основан в 1953 году под названием «Руда Гвезда» (Красная звезда). По инициативе министра национальной безопасности Чехословакии Карола Бацилека клуб был сразу же включён в первую чехословацкую лигу. Состав был сложён преимущественно из хоккеистов других команд Брно. Семь хоккеистов пришли из клуба «Сокол Збройовка» (Бронислав Данда, Славомир Бартонь, Богуслав Слама, Зденек Хохолаты, Иржи Замастил, Арношт Маховски, Зденек Травничек), трое из «Сокола Кралово Поле» (Властимил Бубник, Франтишек Ванек, Ладислав Олейник), еще 4 было из других команд: 2 из «Пльзеня» (Станислав Свентек и Ченек Лишка), по 1 из «Ческе-Будеёвице» (Иржи Колоух), «Остравы» (Зденек Наврат) и «Кладно» (Богумил Прошек). Исторически первый матч команда сыграла против пражского ЧЛТК и выиграла со счётом 4:2 (шайбы забросили Бартонь 2, Замастил и Наврат). В первом же сезоне «Руда Гвезда» стала серебряным призёром чемпионата Чехословакии. После первого сезона произошли изменения в составе команды: ушли Свентек, Лишка, Хохолаты и Маховски. На их место пришли Ян Каспер с пражского АТК, Карел Шуна с «Ческе-Будеёвице», Рудольф Шойер с «Кралово Поле» и Ладислав Хабр с «Хомутова». За последующие 12 сезонов клуб 11 раз выигрывал чемпионат и 1 раз занял 3 место. Также трижды подряд (с 1966 по 1968 год) команда уже под названием ЗКЛ стала обладателем кубка европейских чемпионов. Членами «золотого» состава постепенно стали вратарь Владимир Надрхал, защитник Рудольф Поч, нападающие Вацлав Пантучек и Йозеф Черны. С 1966 по 1971 годы команда становилась призёром чехословацкой лиги (3 серебра и 2 бронзы). После этого результаты ухудшились. В 1980 году клуб выбыл во 2-ю лигу, но через год вернулся в элиту. В 1988 году команда заняла последнее место и снова выбыла из сильнейшей лиги. Следующие сезоны клуб балансировал между первой и второй лигами.
С образованием чешской Экстралиги «Комета», вылетев в первую лигу в 1996 году, прочно в ней осела. В 2004 году клуб был на грани вылета во вторую чешскую лигу, но в переходных матчах сохранил место в первой лиге. Финансовое положение «Кометы» было очень неустойчивым.
Все успехи последних лет связаны с Либором Забрански, который стал владельцем команды в 2005 году. Он спас клуб от банкротства и вывел его в число лидеров Экстралиги. При Забрански клуб вышел в Экстралигу в 2009 году, дважды (в 2017 и 2018 годах) становился чемпионом, а также был серебряным призёром чешского чемпионата 2012 и 2014 годов и бронзовым в 2015-м. Главными творцами успехов в последние годы стали вратарь Марек Чилиак, защитники Ондржей Немец, Якуб Крейчик, нападающие Мартин Эрат, Марек Квапил, Мартин Затёвич, Леош Чермак, Томаш Винцоур, Марцел Хашчак, а также молодой талант Мартин Нечас, выступающий сейчас в НХЛ.

## Достижения
- Чемпион Чехословакии  — 1955, 1956, 1957, 1958, 1960, 1961, 1962, 1963, 1964, 1965, 1966 (11)
- Серебряный призёр чемпионата Чехословакии  — 1954, 1959, 1968, 1969, 1971 (5)
- Бронзовый призёр чемпионата Чехословакии  — 1967, 1970 (2)
- Чемпион Чехии  — 2017, 2018, 2025 (3)
- Серебряный призёр чешской Экстралиги  — 2012, 2014 (2)
- Бронзовый призёр чешской Экстралиги  — 2015
- Обладатель Кубка европейских чемпионов  — 1966, 1967, 1968 (3)
- Обладатель Кубка Шпенглера  — 1955
- Финалист Кубка Шпенглера  — 1957

## История названий клуба
- ТЕ Руда Гвезда Брно (1953—1962)
- ТЕ ЗКЛ Брно (1962—1976)
- ТЕ Зетор Брно (1976—1990)
- ХК Зетор Брно (1990—1992)
- ХК Кралово Поле Брно (1992—1994)
- ХК Комета Брно (с 1994)

## Известные игроки
Ниже список хоккеистов — воспитанников ХК «Комета», становившихся чемпионами мира и обладателями Кубка Стэнли.
|                  | ЧМ               | Кубок Стэнли |
| Олдржих Махач    | 1972, 1976, 1977 |              |
| Роман Мелузин    | 1996, 1999       |              |
| Рихард Фарда     | 1972             |              |
| Радослав Свобода | 1985             |              |
| Мартин Гавлат    | 2000             |              |
| Адам Свобода     | 2005             |              |
| Михал Кемпни     |                  | 2018         |
| ---------------- | ---------------- | ------------ |

## Члены зала славы ИИХФ
- Властимил Бубник (1997)
- Олдржих Махач (1999)
- Владимир Боузек (2007)
- Йозеф Черны (2007)